# Trillium undulatum
Trillium undulatum е вид растение от семейство Melanthiaceae. Видът е незастрашен от изчезване.

## Разпространение
Trillium undulatum е разпространен в северните части на Джорджия и от Мичиган до Нова Скотия. Расте в богати на хумус почви под сянката на бял бор, червен клен, червен смърч и подобни.